# Хайнрих Хайне (награда - Дюселдорф)
Международната културна награда „Хайнрих Хайне“ (на немски: Heinrich-Heine-Preis (Stadt Düsseldorf)) е учредена в Дюселдорф в чест на поета Хайнрих Хайне по случай 175-ата годишнина от рождението му.
Отличието се „присъжда на лица, които чрез духовната си дейност подтикват социалния и политически напредък, служат на разбирателството между народите или разпространяват идеята за единение на всички хора“.
От 1972 г. наградата „Хайнрих Хайне“ се присъжда на всеки три години, а от 1981 г. – на две. Отначало наградата е в размер на 25 000 €, но през 2006 г. град Дюселдорф удвоява сумата и паричната премия става 50 000 €.

## Носители на наградата (подбор)
- Карл Цукмайер (1972)
- Гюнтер Кунерт (1985)
- Макс Фриш (1989)
- Рихард фон Вайцзекер (1991)
- Волф Бирман (1993)
- Владислав Бартошевски (1996)
- Ханс Магнус Енценсбергер (1998)
- В. Г. Зебалд (2000)
- Елфриде Йелинек (2002)
- Роберт Гернхарт (2004)
- Петер Хандке (2006)
- Амос Оз (2008)
- Симон Вей (2010)
- Юрген Хабермас (2012)
- Александер Клуге (2014)